# Alassane Pléa
Alassane Pléa (Lilla, 10 marzo 1993) è un calciatore francese di origine maliana, attaccante del PSV.

## Caratteristiche tecniche
Di ruolo prima punta, può giocare anche da ala. Di piede destro, sa giocare anche con il sinistro, in più dispone di buona mobilità, tecnica e bravura nel fornire cross. La sua capacità nel posizionarsi in attacco, unite alle qualità in elevazione, gli consente di essere pericoloso sulle palle alte.

## Carriera

### Club

#### Olympique Lione
Dopo due anni nella seconda squadra del Lione, in cui colleziona 31 partite con 10 gol, nel 2012 gioca le sue prime partite in prima squadra sotto la guida dell'allenatore Rémi Garde. Nella stagione 2012-2013 l'allenatore Garde lo convoca, il 7 ottobre 2012, per l'incontro di Ligue 1 contro il Lorient (finito 1-1), partendo dalla panchina. Subentra al 90' in sostituzione di Bafétimbi Gomis.
In Europa League fa il suo esordio contro lo Sparta Praga (1-1), subentrando al 69' a Yoann Gourcuff. Gioca anche la giornata seguente contro l'Hapoel Shmona (vittoria per 2-0), uscendo al 70'. Nella stagione 2013-2014 fa il suo esordio in campionato contro l'Ajaccio (sconfitta per 2-1). In questa stagione gioca 3 partite di Europa League, segnando il gol della sua squadra nell'1-1 contro l'HNK Rijeka.

#### Prestito all'Auxerre
Il 31 gennaio 2014 si trasferisce per prestito all'Auxerre, squadra militante in Ligue 2. L'esordio in Ligue 2 arriva il 15 febbraio 2014 contro il Brest, nell'incontro perso per 1-0. Il 21 marzo 2014 fa il suo primo gol con l'Auxerre, nella partita vinta 2-0 contro il Créteil.

#### Nizza
Il 28 agosto 2014 passa al Nizza per 500.000 euro. Firma un contratto quadriennale. Nel febbraio 2017 si opera in artroscopia e rimane fuori dai campi da gioco per cinque mesi. In quattro anni disputa 104 partite con 31 gol segnati.

#### Borussia Mönchengladbach
Nell'estate del 2018 si trasferisce a titolo definitivo al Borussia M'gladbach, squadra con la quale firma un contratto quinquennale. In sette giornate, dalla seconda all'ottava, della Bundesliga 2018-2019 partecipa sempre ad almeno un gol per sette partite di fila, terzo a riuscire nell'impresa nella massima serie tedesca dopo Raffael e Oliver Neuville.

#### PSV
Il 17 luglio 2025 si traferisce al PSV.

### Nazionale
Dopo avere rappresentato le selezioni giovanili francese, il 20 novembre 2018 debutta con la Nazionale maggiore in amichevole contro l'Uruguay.

## Statistiche

### Presenze e reti nei club
Statistiche aggiornate al 30 giugno 2025.
| Stagione                   | Squadra                    | Campionato                 | Campionato | Campionato | Coppe nazionali | Coppe nazionali | Coppe nazionali | Coppe continentali | Coppe continentali | Coppe continentali | Altre coppe | Altre coppe | Altre coppe | Totale | Totale |
| Stagione                   | Squadra                    | Comp                       | Pres       | Reti       | Comp            | Pres            | Reti            | Comp               | Pres               | Reti               | Comp        | Pres        | Reti        | Pres   | Reti   |
| -------------------------- | -------------------------- | -------------------------- | ---------- | ---------- | --------------- | --------------- | --------------- | ------------------ | ------------------ | ------------------ | ----------- | ----------- | ----------- | ------ | ------ |
| 2012-2013                  | O. Lione                   | L1                         | 1          | 0          | CF+CdL          | 0               | 0               | UEL                | 2                  | 0                  | SF          | 0           | 0           | 3      | 0      |
| 2013-gen. 2014             | O. Lione                   | L1                         | 6          | 0          | CF+CdL          | 0               | 0               | UEL                | 3                  | 1                  | -           | -           | -           | 9      | 1      |
| Totale O. Lione            | Totale O. Lione            | Totale O. Lione            | 7          | 0          |                 | 0               | 0               |                    | 5                  | 1                  |             | 0           | 0           | 12     | 1      |
| gen.-giu. 2014             | AJ Auxerre                 | L1                         | 15         | 3          | CF+CdL          | 1+0             | 0               | -                  | -                  | -                  | -           | -           | -           | 16     | 3      |
| 2014-2015                  | Nizza                      | L1                         | 33         | 3          | CF+CdL          | 1+1             | 0               | UEL                | 0                  | 0                  | -           | -           | -           | 35     | 3      |
| 2015-2016                  | Nizza                      | L1                         | 19         | 6          | CF+CdL          | 0+0             | 0               | -                  | -                  | -                  | -           | -           | -           | 19     | 6      |
| 2016-2017                  | Nizza                      | L1                         | 25         | 11         | CF+CdL          | 1+1             | 1+1             | UEL                | 5                  | 1                  | -           | -           | -           | 32     | 14     |
| 2017-2018                  | Nizza                      | L1                         | 35         | 16         | CF+CdL          | 1+2             | 0+1             | UCL+UEL            | 3+8                | 0+4                | -           | -           | -           | 49     | 21     |
| Totale Nizza               | Totale Nizza               | Totale Nizza               | 112        | 36         |                 | 7               | 3               |                    | 16                 | 5                  |             | -           | -           | 135    | 44     |
| 2018-2019                  | Borussia M'gladbach        | BL                         | 34         | 12         | CG              | 1               | 3               | UEL                | 0                  | 0                  | -           | -           | -           | 35     | 15     |
| 2019-2020                  | Borussia M'gladbach        | BL                         | 27         | 10         | CG              | 1               | 0               | UEL                | 5                  | 0                  | -           | -           | -           | 33     | 10     |
| 2020-2021                  | Borussia M'gladbach        | BL                         | 29         | 6          | CG              | 2               | 1               | UCL                | 8                  | 5                  | -           | -           | -           | 39     | 12     |
| 2021-2022                  | Borussia M'gladbach        | BL                         | 33         | 10         | CG              | 3               | 0               | -                  | -                  | -                  | -           | -           | -           | 36     | 10     |
| 2022-2023                  | Borussia M'gladbach        | BL                         | 29         | 2          | CG              | 2               | 0               | -                  | -                  | -                  | -           | -           | -           | 31     | 2      |
| 2023-2024                  | Borussia M'gladbach        | BL                         | 27         | 7          | CG              | 3               | 0               | -                  | -                  | -                  | -           | -           | -           | 30     | 7      |
| 2024-2025                  | Borussia M'gladbach        | BL                         | 30         | 11         | CG              | 2               | 1               | -                  | -                  | -                  | -           | -           | -           | 32     | 12     |
| Totale Borussia M'gladbach | Totale Borussia M'gladbach | Totale Borussia M'gladbach | 209        | 58         |                 | 14              | 5               |                    | 13                 | 5                  |             | -           | -           | 236    | 68     |
| Totale carriera            | Totale carriera            | Totale carriera            | 343        | 97         |                 | 22              | 8               |                    | 34                 | 11                 |             | 0           | 0           | 399    | 116    |

### Cronologia presenze e reti in nazionale
| Cronologia completa delle presenze e delle reti in nazionale ― Francia | Cronologia completa delle presenze e delle reti in nazionale ― Francia | Cronologia completa delle presenze e delle reti in nazionale ― Francia | Cronologia completa delle presenze e delle reti in nazionale ― Francia | Cronologia completa delle presenze e delle reti in nazionale ― Francia | Cronologia completa delle presenze e delle reti in nazionale ― Francia | Cronologia completa delle presenze e delle reti in nazionale ― Francia | Cronologia completa delle presenze e delle reti in nazionale ― Francia |
| Data                                                                   | Città                                                                  | In casa                                                                | Risultato                                                              | Ospiti                                                                 | Competizione                                                           | Reti                                                                   | Note                                                                   |
| ---------------------------------------------------------------------- | ---------------------------------------------------------------------- | ---------------------------------------------------------------------- | ---------------------------------------------------------------------- | ---------------------------------------------------------------------- | ---------------------------------------------------------------------- | ---------------------------------------------------------------------- | ---------------------------------------------------------------------- |
| 20-11-2018                                                             | Saint-Denis                                                            | Francia                                                                | 1 – 0                                                                  | Uruguay                                                                | Amichevole                                                             | -                                                                      | 80’                                                                    |
| Totale                                                                 |                                                                        | Presenze                                                               | 1                                                                      |                                                                        | Reti                                                                   | 0                                                                      |                                                                        |

| Cronologia completa delle presenze e delle reti in nazionale ― Francia under 21 | Cronologia completa delle presenze e delle reti in nazionale ― Francia under 21 | Cronologia completa delle presenze e delle reti in nazionale ― Francia under 21 | Cronologia completa delle presenze e delle reti in nazionale ― Francia under 21 | Cronologia completa delle presenze e delle reti in nazionale ― Francia under 21 | Cronologia completa delle presenze e delle reti in nazionale ― Francia under 21 | Cronologia completa delle presenze e delle reti in nazionale ― Francia under 21 | Cronologia completa delle presenze e delle reti in nazionale ― Francia under 21 |
| Data                                                                            | Città                                                                           | In casa                                                                         | Risultato                                                                       | Ospiti                                                                          | Competizione                                                                    | Reti                                                                            | Note                                                                            |
| ------------------------------------------------------------------------------- | ------------------------------------------------------------------------------- | ------------------------------------------------------------------------------- | ------------------------------------------------------------------------------- | ------------------------------------------------------------------------------- | ------------------------------------------------------------------------------- | ------------------------------------------------------------------------------- | ------------------------------------------------------------------------------- |
| 4-3-2014                                                                        | Le Mans                                                                         | Francia under 21                                                                | 1 – 0                                                                           | Bielorussia under 21                                                            | Qual. Europeo Under-21 2015                                                     | -                                                                               | 56’                                                                             |
| Totale                                                                          |                                                                                 | Presenze                                                                        | 1                                                                               |                                                                                 | Reti                                                                            | 0                                                                               |                                                                                 |

| Cronologia completa delle presenze e delle reti in nazionale ― Francia under 20 | Cronologia completa delle presenze e delle reti in nazionale ― Francia under 20 | Cronologia completa delle presenze e delle reti in nazionale ― Francia under 20 | Cronologia completa delle presenze e delle reti in nazionale ― Francia under 20 | Cronologia completa delle presenze e delle reti in nazionale ― Francia under 20 | Cronologia completa delle presenze e delle reti in nazionale ― Francia under 20 | Cronologia completa delle presenze e delle reti in nazionale ― Francia under 20 | Cronologia completa delle presenze e delle reti in nazionale ― Francia under 20 |
| Data                                                                            | Città                                                                           | In casa                                                                         | Risultato                                                                       | Ospiti                                                                          | Competizione                                                                    | Reti                                                                            | Note                                                                            |
| ------------------------------------------------------------------------------- | ------------------------------------------------------------------------------- | ------------------------------------------------------------------------------- | ------------------------------------------------------------------------------- | ------------------------------------------------------------------------------- | ------------------------------------------------------------------------------- | ------------------------------------------------------------------------------- | ------------------------------------------------------------------------------- |
| 7-9-2012                                                                        | Qinhuangdao                                                                     | Francia under 20                                                                | 0 – 0                                                                           | Cina under 20                                                                   | Amichevole                                                                      | -                                                                               | 61’                                                                             |
| 9-9-2012                                                                        | Qinhuangdao                                                                     | Francia under 20                                                                | 3 – 1                                                                           | Corea del Nord under 20                                                         | Amichevole                                                                      | -                                                                               | 46’                                                                             |
| 11-9-2012                                                                       | Qinhuangdao                                                                     | Messico under 20                                                                | 1 – 3                                                                           | Francia under 20                                                                | Amichevole                                                                      | -                                                                               | 61’ 86’                                                                         |
| 13-11-2012                                                                      | Stade de France                                                                 | Francia under 20                                                                | 2 – 1                                                                           | Ucraina under 20                                                                | Amichevole                                                                      | -                                                                               | 46’                                                                             |
| 21-3-2013                                                                       | Tours                                                                           | Francia under 20                                                                | 3 – 1                                                                           | Danimarca under 20                                                              | Amichevole                                                                      | -                                                                               | 69’                                                                             |
| 25-3-2013                                                                       | Stade de France                                                                 | Francia under 20                                                                | 3 – 0                                                                           | Romania under 20                                                                | Amichevole                                                                      | -                                                                               | 87’                                                                             |
| Totale                                                                          |                                                                                 | Presenze                                                                        | 6                                                                               |                                                                                 | Reti                                                                            | 0                                                                               |                                                                                 |

| Cronologia completa delle presenze e delle reti in nazionale ― Francia under 19 | Cronologia completa delle presenze e delle reti in nazionale ― Francia under 19 | Cronologia completa delle presenze e delle reti in nazionale ― Francia under 19 | Cronologia completa delle presenze e delle reti in nazionale ― Francia under 19 | Cronologia completa delle presenze e delle reti in nazionale ― Francia under 19 | Cronologia completa delle presenze e delle reti in nazionale ― Francia under 19 | Cronologia completa delle presenze e delle reti in nazionale ― Francia under 19 | Cronologia completa delle presenze e delle reti in nazionale ― Francia under 19 |
| Data                                                                            | Città                                                                           | In casa                                                                         | Risultato                                                                       | Ospiti                                                                          | Competizione                                                                    | Reti                                                                            | Note                                                                            |
| ------------------------------------------------------------------------------- | ------------------------------------------------------------------------------- | ------------------------------------------------------------------------------- | ------------------------------------------------------------------------------- | ------------------------------------------------------------------------------- | ------------------------------------------------------------------------------- | ------------------------------------------------------------------------------- | ------------------------------------------------------------------------------- |
| 6-9-2011                                                                        | Roma                                                                            | Italia under 19                                                                 | 1 – 3                                                                           | Francia under 19                                                                | Amichevole                                                                      | 1                                                                               |                                                                                 |
| 8-9-2011                                                                        | Roma                                                                            | Italia under 19                                                                 | 0 – 1                                                                           | Francia under 19                                                                | Amichevole                                                                      | -                                                                               |                                                                                 |
| 5-10-2011                                                                       | Stade de France                                                                 | Francia under 19                                                                | 2 – 2                                                                           | Inghilterra under 19                                                            | Amichevole                                                                      | -                                                                               |                                                                                 |
| 7-10-2011                                                                       | Stade de France                                                                 | Francia under 19                                                                | 2 – 1                                                                           | Ucraina under 19                                                                | Amichevole                                                                      | -                                                                               |                                                                                 |
| 9-10-2011                                                                       | Stade de France                                                                 | Francia under 19                                                                | 1 – 2                                                                           | Portogallo under 19                                                             | Amichevole                                                                      | 1                                                                               |                                                                                 |
| 11-4-2012                                                                       | Rebordosa                                                                       | Serbia under 19                                                                 | 0 – 2                                                                           | Francia under 19                                                                | Amichevole                                                                      | -                                                                               |                                                                                 |
| 12-4-2012                                                                       | Padrão da Légua                                                                 | Francia under 19                                                                | 0 – 3                                                                           | Georgia under 19                                                                | Amichevole                                                                      | -                                                                               | 54’                                                                             |
| 14-4-2012                                                                       | Rebordosa                                                                       | Portogallo under 19                                                             | 0 – 0                                                                           | Francia under 19                                                                | Amichevole                                                                      | -                                                                               |                                                                                 |
| 25-5-2012                                                                       | Stade de France                                                                 | Francia under 19                                                                | 2 – 1                                                                           | Rep. Ceca under 19                                                              | Amichevole                                                                      | -                                                                               |                                                                                 |
| 27-5-2012                                                                       | Stade de France                                                                 | Francia under 19                                                                | 3 – 1                                                                           | Norvegia under 19                                                               | Amichevole                                                                      | -                                                                               |                                                                                 |
| 30-5-2012                                                                       | Eden Aréna                                                                      | Paesi Bassi under 19                                                            | 0 – 6                                                                           | Francia under 19                                                                | Amichevole                                                                      | -                                                                               |                                                                                 |
| 3-7-2012                                                                        | Rakvere                                                                         | Serbia under 19                                                                 | 0 – 3                                                                           | Francia under 19                                                                | Europeo Under-19 2012 - Fase a gironi                                           | -                                                                               | 64’                                                                             |
| 6-7-2012                                                                        | Haapsalu                                                                        | Francia under 19                                                                | 1 – 0                                                                           | Croazia under 19                                                                | Europeo Under-19 2012 - Fase a gironi                                           | -                                                                               | 37’                                                                             |
| 9-7-2012                                                                        | Tallinn                                                                         | Francia under 19                                                                | 1 – 2                                                                           | Inghilterra under 19                                                            | Europeo Under-19 2012 - Fase a gironi                                           | -                                                                               | 72’                                                                             |
| 12-7-2012                                                                       | A. Le Coq Arena                                                                 | Spagna under 19                                                                 | 3 – 3 dts (4 – 2 dtr)                                                           | Francia under 19                                                                | Europeo Under-19 2012 - Semifinale                                              | -                                                                               | 83’                                                                             |
| Totale                                                                          |                                                                                 | Presenze                                                                        | 15                                                                              |                                                                                 | Reti                                                                            | 2                                                                               |                                                                                 |

## Palmarès
- Supercoppa dei Paesi Bassi: 1

PSV: 2025